# Chelsea (группа)
Chelsea — британская панк-группа, образованная в Лондоне, Англия, в 1976 году вокалистом и автором песен Джином Октобером и оказавшаяся (согласно Rolling Stone) «…одной из немногих панк-групп первой волны, которым удалось создать собственное звучание и при этом выжить» .

## История группы
История группы началась в октябре 1976 года, когда Джин Октябрь (Gene October) поместил объявление о наборе музыкантов в группу и таким образом привлек в неё гитариста Уильяма Броуда (позднее известного как Билли Айдол), бас-гитариста Тони Джеймса (Tony James) и барабанщика Джона Тоуи (John Towe). 18 октября квартет дал свой первый концерт под названием Chelsea в первом отделении Throbbing Gristle в лондонском ICA. Именно Джин уговорил менеджера ночного гей-клуба Shageramas в Ковент-Гардене превратить заведение в панк-клуб под названием The Roxy.
В ноябре 1976 года этот состав группы распался. Некоторое время с Джином играли гитарист Марти Стейси (Marty Stacey) и басист Боб Джесси (Bob Jessie). Ушедшие от него музыканты образовали Generation X. В начале 1977 года Chelsea возникли в новом составе: с Джином играли гитарист Джеймс Стивенсон (James Stevenson), басист Хенри Дэйз (Henry Daze) и драммер Кэри Форчун (Carey Fortune). Группа выпустила дебютный сингл «Right To Work», но уже вскоре после второго релиза, «High Rise Living», Chelsea отыграли свой «прощальный» концерт 6 октября 1977 года в клубе The Roxy. Уже в декабре группа реформировалась в новом составе: теперь к Джину и Стивенсону присоединились второй гитарист Дэйв Мартин (Dave Martin), басист Джефф Майлз (Geoff Myles) и барабанщик Стив Дж. Джонс (Steve J Jones). После продолжительных гастролей группа выпустила третий сингл «Urban Kids», после чего за ударные сел Крис Бэшфорд (Chris Bashford). Возник состав, который фанаты Chelsea считают основным.
В начале 1979 года группа выпустила дебютный альбом и продолжила давать концерты, в частности с The Clash и The Police, в качестве разогревщиков. В том же году Chelsea провели турне по американскому восточному побережью. Поскольку в первый альбом синглы включены не были, все они вошли во второй, компиляцию Alternative Hits, наряду с двумя новыми композициями. Альбом — под измененным заголовком, No Escape, — стал первым релизом группы в США. Этот состав свой последний концерт дал в лондонском Notre Dame Hall 2 мая 1980 года, где с группой выступил Стинг, исполнивший несколько песен. Джеймс Стивенсон после этого принял участие в записи сингла Чарли Харпера («Barmy London Army») и затем присоединился к Generation X. Дэйв Мартин и Джефф Майлз образовали The Smart. Джин Октобер собрал новый состав Chelsea и вышел с ним на гастроли.
В 1980 году экспериментальный состав группы провел американские гастроли, часть которых была заснята на плёнку; эти записи вошли в фильм «Urgh! A Music War». В декабре лидер группы был вынужден вновь собрать новый состав, причём, вопреки мрачным прогнозам, сумел в течение трех следующих лет выпусть едва ли не сильнейший материал за всю свою карьеру. Chelsea в новом составе — ударник Сол Минц (Sol Mintz), бас-гитарист Тим Гриффин (Tim Griffin) и два гитариста, Стивен Корфилд (Stephen Corfield) и Ник Остин (Nic Austi), — дебютировали на сцене в январе 1981, после чего выпустили сингл «Rocking Horse», в котором Остин проявил себя как соавтор. После того, как группу покинули Корфилд и Гриффин (в сентябре 1981 года их заменил Пол Линк, Paul «Linc»), группа выступила в лондонском Fulham Greyhound вновь пригласив на сцену Стинга. 1982 год Chelsea провели в продолжительных гастролях и выпустила альбом Evacuate — первый, получивший высокие оценки критики.
После очередного распада группы в 1984 году Джин выпустил два сольных сингла, «Suffering In The Land» и «Don’t Quit», в записи второго из которых принял участие Глен Мэтлок. Затем группа возродилась в постоянно менявшемся составе и выпустила альбомы Original Sinners, Rocks Off и Underwraps (с Топпером Хедоном, Clash, за ударными), успеха не имевшие. В ходе работы над альбомами The Alternative (1993) и Traitors Gate (1994) к Джину вновь присоединился Ник Остин, что было воспринято фэнами как знак возрождения. В 1994 году вышел также сольный альбом лидера группы Life And Struggle, сопродюсером которого выступил Джеймс Стивенсон.
Впоследствии процесс продолжался в том же духе: окружение менялось, Джин Октобер оставался единственным постоянным участником Chelsea. Самой известной песней группы остаётся «Right To Work». В 2003 году журналом Mojo она была включена в список лучших панк-песен всех времён.

## Дискография

### Студийные альбомы
- Chelsea (июль 1979: Step Forward, SFLP 2)
- Alternative Hits (ноябрь 1980, SFLP 5, в США — под заголовком No Escape)
- Evacuate (апрель 1982: Step Forward, SFLP 7)
- Live and Well (UK Picasso) 1984 (UK Razor) 2002
- Just for the Record (UK Step Forward) 1985
- Original Sinners (август 1985: CommuniquГ©, LARGE 1)
- Rocks Off (ноябрь 1986: Jungle, FREUD 14)
- Backtrax (UK Illegal) 1988
- Underwraps (июнь 1989: I.R.S., EIRSA/+C/CD 1011)
- Unreleased Stuff (UK Clay) 1989 + 1999
- Live at the Music Machine 1978 (UK Released Emotions) 1991
- The Alternative (апрель 1993: Alter-Ego, ALTGOCD 002)
- Traitors Gate (август 1994: Weser, WL 2480-2)
- Punk Rock Rarities (UK Captain Oi!) 1999
- Metallic F.O. (UK Red Steel) 2002
- Faster, Cheaper and Better Looking (2005)

### Gene October
- Life and Struggle (UK Receiver) 1994

### Концертные альбомы
- Live At The Music Machine (1978)
- Norwich UK (1981)
- Live and Well (1983)
- Live & Loud (2005)

### Сборники
- I.R.S. Greatest Hits Vols. 2 & 3 (1981)
- Fools and Soldiers (1997)
- Punk Rock Rarities (2000)
- The Punk Singles Collection 1977-82 (2000)
- BBC Punk Sessions (2001)
- Urban Kids: A Punk Rock Anthology (2001)

### Синглы
- «Right to Work» / «The Loner» (1977: Step Forward, SF 2)
- «High Rise Living» / «No Admission» (1977: Step Forward, SF 5)
- «Urban Kids» / «No Flowers» (1978: Step Forward, SF 8)
- «No-Ones’s Coming Outside» / «What Would You Do?» (1980: Step Forward, SF 14)
- «Look at the Outside» / «Don’t Get Me Wrong» (1978: Step Forward, SF 15)
- «No Escape» / «Decide» (1980: Step Forward, SF 16)
- «Rockin' Horse» / «Years Away» (1981: Step Forward, SF 17)
- «Freemans» / «ID Parade» / «How Do You Know?» (1981: Step Forward, SF 18)
- «Evacuate» / «New Era» (1981: Step Forward, SF 20)
- «War Across the Nation» / «High Rise Living (Remix)» (1982: Step

Forward, SF 21)
- «Stand Out» / «Last Drink» (1982: Step Forward, SF 22)
- «Valium Mother» / «Monica, Monica» (June 1985: CommuniquГ©, LITTLE 1)* «Shine The Light» / «Believe Me» (March 1986: CommuniquГ©)
- «Give Me More» / «Sympathy For The Devil» (May 1988: Chelsea, CH 001)
- «We Dare» / «What’s Wrong With You (Live)» / «Right To Work (Live)» (1995: Weser, WL 2482 — 7)
- «Sod the War» / «Mr. Ferry’s Son» / «Home» (2007)